# Adem Ljajić
Adem Ljajić (født 29. september 1991 i Novi Pazar, Jugoslavien) er en serbisk fodboldspiller, der spiller som offensiv midtbanespiller hos den italienske Serie A-klub Torino. Tidligere har han spillet for FK Partizan i sit hjemland, der var hans første klub som seniorspiller samt for AS Roma, Inter og Fiorentina.
Med Partizan vandt Ljajić det serbiske mesterskab i 2009.

## Landshold
Ljajić står (pr. april 2018) noteret for 27 kampe og fem scoringer for Serbiens landshold, som han debuterede for 17. november 2010 i en venskabskamp mod Bulgarien. 